# 张天人
张天人（1914年—），又名张彼得，青岛教会长老。
张天人是山东省掖县人，1914年出生。1933年（19岁）领洗加入基督教长老会。1936年起投身传教工作，曾经先后在中国北方的烟台、北平、天津、威海等地工作。 1946年，张天人任青岛基督徒聚会处长老。
1951年3月，青岛教会邀请上海的自由布道家顾仁恩来青岛，在龙山路4号布道，顾仁恩因“散布反动言论”和“驱病赶鬼”被逮捕。同年，在土改运动中，青岛教会1,500余名信徒参加签名，上书毛泽东主席和福建省人民政府，要求保留福州鼓岭“执事之家”的土地。6月，青岛教会参加青岛市基督教“三自”运动筹备委员会。年底，青岛教会的张子洁长老、张世平以“反革命罪”被捕。青岛教会的聚会人数锐减。张天人继续负责青岛教会。
1954年12月和1955年8月，张天人负责的青岛教会先后二次退出“三自”。不过不久之后，同年秋天，张天人等负责人终于因“爱国教徒的帮助”和“政府的感召”而公开认错，第三次参加了这一组织。1956年秋，在青岛市基督教第二届代表会议上，张天人长老当选为青岛市基督教“三自”爱国运动委员会副主任。
不过，在1957年的反右运动中，张天人由于在人大会议上发言，批评政府的宗教政策不够透明，以及占用教会用地、不尊重教会，而被定为右派。
1966年文化大革命开始，张天人作为“牛鬼蛇神”遭到批斗，下放街道监督劳动，生活费停发，以做临时工为生。
1979年，张天人得到平反，并补发了生活费。1980年张天人回到教会工作，主持了青岛第一个恢复开放的江苏路基督教堂。1981年3月19日，山东省基督教召开第三次代表会议，张天人被选为山东省基督教协会第一届委员会副会长。同年5月26日，青岛市基督教召开第四次代表会议，选举张天人为“三自”副主任，并出任新成立的“青岛市基督教协会”会长。1984年，青岛基督徒聚会处重新恢复活动。